# 零点エネルギー
零点エネルギー（れいてんエネルギー、英: zero-point energy, ZPE）とは、量子力学の系における最も低いエネルギーであり、基底状態のエネルギーと言いかえることもできる。ゼロ点エネルギーともいう。すべての粒子は波動性を持っており、粒子として存在する限り、その波長と振動数はゼロにはならない。その結果として、どんなに冷却しても全てのエネルギーを失わない。たとえば、液体ヘリウムは零点エネルギーの影響で、大気圧中ではどんなにエネルギーを奪っても固体になることはない。
零点エネルギーの考えは、1913年のドイツにおいて、アルバート・アインシュタインとオットー・シュテルンによって生み出された。この考えは1900年に書かれたマックス・プランクの式を元にしている。